# Перцов, Александр Валерьевич
Александр Валерьевич Перцов (17 апреля 1939 — 31 мая 2009) — советский и российский химик, доктор химических наук (1992), профессор Московского государственного университета им. М. В. Ломоносова (2003). Область научных интересов включает исследование физико-химической механики твёрдых тел, теорию образования и устойчивости дисперсных систем.

## Биография
Александр Валерьевич Перцов родился 17 апреля 1939 в Москве в семье Валерия Николаевича Перцова, по образованию химика, и княжны Екатерины Михайловны Голицыной. Дед Екатерины Михайловны — князь Владимир Михайлович Голицын (1847—1932), действительный статский советник, московский вице-губернатор, камергер, московский гражданский губернатор, а затем 3 срока московский городской голова, почётный гражданин Москвы, учёный-ботаник. У Александра Валерьевича было два брата: Николай, советский химик, профессор МГУ (с 1974) и Владимир, художник. Отец занимался научными исследованиями механических свойств порошкообразных дисперсоидов, а также исследовал влияние линейного натяжения на смачивание. Сражался в Великой Отечественной войне, пропал без вести в боях под Истрой в 1941 году. Екатерина Михайловна осталась вдовой с тремя мальчиками и свекровью на руках. Мать некоторое время работала в лаборатории Петра Александровича Ребиндера в Физическом институте Академии наук, но за сокрытие своего происхождения была уволена.
Александр Валерьевич окончил химический факультет Московского государственного университета в 1961 году, после окончания остался на кафедре коллоидной химии лаборантом на полставки, поскольку другого варианта не было. С 1965 года являлся лекционным ассистентом Петра Александровича Ребиндера, причем не только на лекциях для студентов 4 курса, но и на курсах повышениях квалификации. В 1967 году защитил кандидатскую диссертацию на тему «Исследование процессов диспергирования в условиях сильного снижения свободной межфазной энергии», а в 1992 — докторскую на тему «Самопроизвольное и механическое диспергирование и устойчивость образующихся дисперсных систем». Заведовал лабораторией физико-химической механики твёрдых тел кафедры коллоидной химии химического факультета. Член Научного совета РАН по коллоидной химии и физико-химической механике.

## Семья
В семье Александра Валерьевича двое детей: Андрей (1962) и Владимир (1981).

## Научная деятельность
В рамках своих научных интересов Александр Валерьевич проводил исследования, охватывающие эффект Ребиндера, процессы самопроизвольного и механического диспергирования, а также устойчивость дисперсных систем.
В начале исследовательской карьеры разрабатывал концепции, связанные с процессами квазисамопроизвольного диспергирования в псевдолиофильных коллоидных системах. Совместно с коллегами он изучал также явление самопроизвольного внедрения жидких металлов по границам зёрен твёрдых металлов и сплавов.
Совместно с коллегами разработал концепцию гидростатически равновесного состояния пен, исследована взаимосвязь между изменением структуры и разрушением пен. Также внесен вклад в разработку численных методов моделирования структуры пен, процессов синерезиса и разрушения.
Вместе с коллегами значительно развил и дополнил теорию оствальдова созревания эмульсий и других дисперсных систем. Исследовал влияние трудно растворимых в дисперсионной среде добавок в дисперсную фазу на скорость уменьшения дисперсности.
Предложил метод «обратной конденсации» в смесях эмульсий с резко различающейся растворимость дисперсной фазы в дисперсионной среде для определения возможности оствальдова созревания. Развил представления об условиях термодинамической устойчивости к коагуляции дисперсных систем.

## Педагогическая деятельность
С 1987 года доцент. В 2003 году получил звание профессора кафедры коллоидной химии химического факультета. Стал членом Учёного совета факультета в 1998 году. С 1993 по 2009 года в Московском университете читал курсы лекций по коллоидной химии для студентов химического и биологического факультетов, по физикохимии дисперсных систем — на факультете наук о материалах, спецкурс по строению и устойчивости пен, эмульсий и пеноматериалов. Будучи заведующим лаборатории физико-химической механики, внимательно следил за работой молодых учёных, способствуя их научному росту, давал им возможность участвовать в грантах, делился с ними своим опытом при решении сложных задач. С нерадивыми студентами был строг, но справедлив. В 1970-е года заведовал общим практикумом по коллоидной химии. По его предложению была перестроена программа практикума таким образом, что все студенты начинали с темы «Поверхностные явления и ПАВ» и по ней сдавали коллоквиум, что согласовало практикум, лекции и коллоквиумы.
Автор более 170 научных публикаций. В соавторстве с Е. Д. Щукиным и Е. А. Амелиной в 1982 году выпустил учебник «Коллоидная химия», который был переведён на английский, испанский и чешский языки. Подготовил 9 кандидатов наук.

## Интересные факты
Любил сочинять стихи-посвящения к различным праздникам и дням рождения друзей. К защите докторской диссертации старшего брата Николая Перцова подготовил капустник со стихами, вот отрывок из заключительной песенки на мотив «Карамболины»:
Изучал он, как кристаллы от активных сред

Рвутся хрупко, образуя ровный скол,

С диаграммами связал он – есть эффект иль нет,

Уравненье долговечности нашёл.

Нафталин он весь извёл почти,

Чтоб адсорбцию найти.

И металлов шлифованье он ускорил в десять раз,

Очень сильно сэкономил он алмаз – да!

Государству сэкономил он алмаз!»
В 2006 году написал текст дегунинского гимна на мотив старинной песни «Крамбамбули» (отрывок):
Бывает из шумов столицы,

Сквозь пробок хаос, мат и смог,

Прорвёмся мы, и славно спится,

Хоть прибыли без задних ног.

Вновь Воронец стучит в окно,

Так значит мы в Дягунино,

Дягу-гу-гунино, Дягунино.